# Bargas
Bargas – gmina w Hiszpanii, w prowincji Toledo, w Kastylii-La Mancha, o powierzchni 89,48 km². W 2011 roku gmina liczyła 9874 mieszkańców.